# Hospital Virgen Macarena (métro de Séville)
Hospital Virgen Macarena est une future station de la ligne 3 du métro de Séville. Elle sera située sous le croisement de l'avenue du Docteur-Fedriania et la rue du Docteur-Marañón, dans le district de Macarena, à Séville.

## Situation sur le réseau
Établie en souterrain, Hospital Virgen Macarena sera une station de passage de la ligne 3 du métro de Séville. Elle sera située après San Lázaro, en direction du terminus nord de Pino Montano Norte, et avant Macarena, en direction du terminus sud de Hospital de Valme.
Lors de la mise en service de la ligne 4, elle deviendra une station de correspondance.

## Histoire
L'emplacement de la station est présenté au public le 13 janvier 2022, lors du dévoilement du projet définitif du tronçon nord de la ligne 3.

## À proximité
La station desservira l'hôpital universitaire de la Vierge Macarena (es).